# Шарне, Дезире
Клод-Жозеф Дезире Шарне (2 мая 1828 — 24 октября 1915) — французский путешественник и археолог, более всего известный своими археологическими исследованиями и открытиями в Мексике и Центральной Америке, а также тем, что одним из первых начал применять фотографию для документирования своих открытий.
Родился во Флери, учился в Лицее Карла Великого. В 1850 году он, не отказываясь от французского гражданства, переехал в США, где стал преподавателем в школе в Новом Орлеане. Там же он познакомился с книгами Джона Ллойда Стефенса о путешествиях на Юкатан, после чего решил заняться археологией. По просьбе французского правительства он проводил исследования в Мексике в 1857—1861 годах, на Мадагаскаре в 1863 году, в Южной Америке, в частности, в Чили и Аргентине, в 1875 году и на Яве и в Австралии в 1878 году. В 1880—1883 годах он вторично посетил руины древних Мексики. Пьер Лориллард IV, табачный магнат из Нью-Йорка, финансировал расходы, связанные с этой экспедиции, и Шарне назвал большой древний город вблизи гватемальской границы «Вилья-Лориллард» в его честь; однако название не прижилось, и место стало известно как Йашчиллан. Шарне отправился в Юкатан в 1886 году.
Шарне является автором теории миграции тольтеков: он считал, что древние жители Мексики имели азиатское происхождение, в доказательство чего приводил наблюдаемое им сходство их архитектуры с японской, украшений с китайскими, одежды с камбоджийской и так далее; современной наукой эта теория отвергнута. В 1896 году Шарне перевёл на французский язык письма Эрнана Кортеса под названием Lettres de Fernand Cortès à Charles Quint sur la découverte et la conquête du Mexique. Важнейшими его произведениями являются также написанная в 1863 году книга Le Mexique, souvenirs et impressions de voyage, представляющая собой его отчёт об экспедиции в Мексику в 1857—1861 годах и книга 1883 года Les Anciennes villes du Nouveau Monde, спустя два года переведённая на английский.